# New River Beach Provincial Park
New River Beach Provincial Park är en park i Kanada.   Den ligger i countyt Charlotte County och provinsen New Brunswick, i den sydöstra delen av landet, 700 km öster om huvudstaden Ottawa. New River Beach Provincial Park ligger 22 meter över havet.
Terrängen runt New River Beach Provincial Park är platt. Havet är nära New River Beach Provincial Park söderut. Trakten är glest befolkad. Närmaste större samhälle är Beaver Harbour, 18,0 km väster om New River Beach Provincial Park. 